# 리디큘
《리디큘》(Ridicule)은 1996년 개봉한 프랑스의 시대극 영화로, 파트리스 르콩트가 감독을 맡았다. 1997 세자르상 작품상, 1997 뤼미에르상 작품상, 1996 영국 아카데미상 외국어 영화상 수상작이다.

## 줄거리
18세기 프랑스에서, 젊고 가난하며 순진한 남작이자 기술자인 그레고와르 퐁셀루동 드 말라부아는 돔브 지역의 습지를 배수하여 질병을 없애고 그곳에 사는 농민들의 삶을 개선하기 위한 계획을 고안한다. 그는 루이 16세의 지지를 얻기 위해 베르사유궁으로 향한다. 도중에 강도를 만나 구타당하지만, 의사인 벨가르드 후작에게 구조되어 기지와 궁정의 법도를 배운다. 퐁셀루동은 궁정이 부패하고 공허하다는 것을 깨닫지만, 부유한 노인과 결혼하여 과학 실험을 지원하고 아버지의 빚을 갚기로 동의한 의사의 딸 마틸드 드 벨가르드에게서 위안을 찾는다.
블라야크 씨의 아름답고 부유한 미망인 블라야크 부인은 퐁셀루동의 궁정 후원자가 될 예정이었으나, 그녀의 연인인 빌쿠르 수도원장의 도움을 받아 기지 게임에서 사기를 친다. 퐁셀루동은 이를 눈치채지만 궁정에 사기를 폭로하여 블라야크 부인의 명예를 실추시키지 않는다. 블라야크 부인은 그의 관대함에 보답하여 그의 혈통 증명을 주선하여 그의 소송이 진행될 수 있도록 한다. 한편, 퐁셀루동은 궁정의 계략을 간파하고 아무도 믿을 수 없다는 것을 깨닫는다.
퐁셀루동은 국왕과의 만남을 주선하는 블라야크 부인의 도움을 받는 대가로 그녀와 잠자리를 같이 하지만, 그녀는 퐁셀루동이 아직 자신과 함께 있을 때 벨가르드를 참석시켜 마틸드가 그들의 관계를 알게 되도록 악의적으로 행동한다. 나중에 퐁셀루동은 국왕의 측근에 합류하여 국왕과 그의 프로젝트에 대해 개인적인 만남을 확보하지만, 자신을 모욕하는 포수와 결투를 벌이게 된다.
퐁셀루동은 포수를 죽이고 국왕이 자신의 장교를 죽인 사람과 만날 수 없다는 것을 알게 되지만, 자신의 명예를 지킨 것이 옳았다는 확신을 얻는다. 블라야크 부인은 "기지를 가진 자들만을 위한" 가장무도회에 퐁셀루동을 초대하여 그를 넘어뜨리고 조롱함으로써 복수를 꾀한다. 그러나 그는 가면을 벗고 그들의 퇴폐를 비난하며, 혼자서 늪을 배수하겠다고 맹세하고 마틸드와 함께 궁정을 떠난다.
몇 년 후, 프랑스 혁명으로 많은 귀족들이 망명하게 된 1794년, 영국에 망명 중인 벨가르드 후작은 향수에 젖은 대화를 나눈다. 우리는 그에게서 늘 충실했던 퐁셀루동이 이제 그의 아내가 된 마틸드와 함께 돔브 배수 목표를 완수하기 위해 일할 수 있었다는 것을 알게 된다.

## 출연

### 주연
- 샤를스 베르링
- 장 로슈포르

### 조연
- 화니 아르당
- 주디스 고드레쉬
- 베르나르 지로도
- 베르나르 데랑

## 제작진
- 미술: 이반 머시온